# D 360 (Türkei)
Die Straße D 360 (Devlet yolu 360) ist eine insgesamt 518 km lange Straße in der Türkei. Sie verläuft von Türkoğlu in der Provinz  Kahramanmaraş zur Straße D 965 in der Provinz Siirt und bildet dabei zum Teil einen Abschnitt der Europastraße 99. Die Straße überquert mit der Nissibi-Brücke den Atatürk-Stausee.

## Verlauf

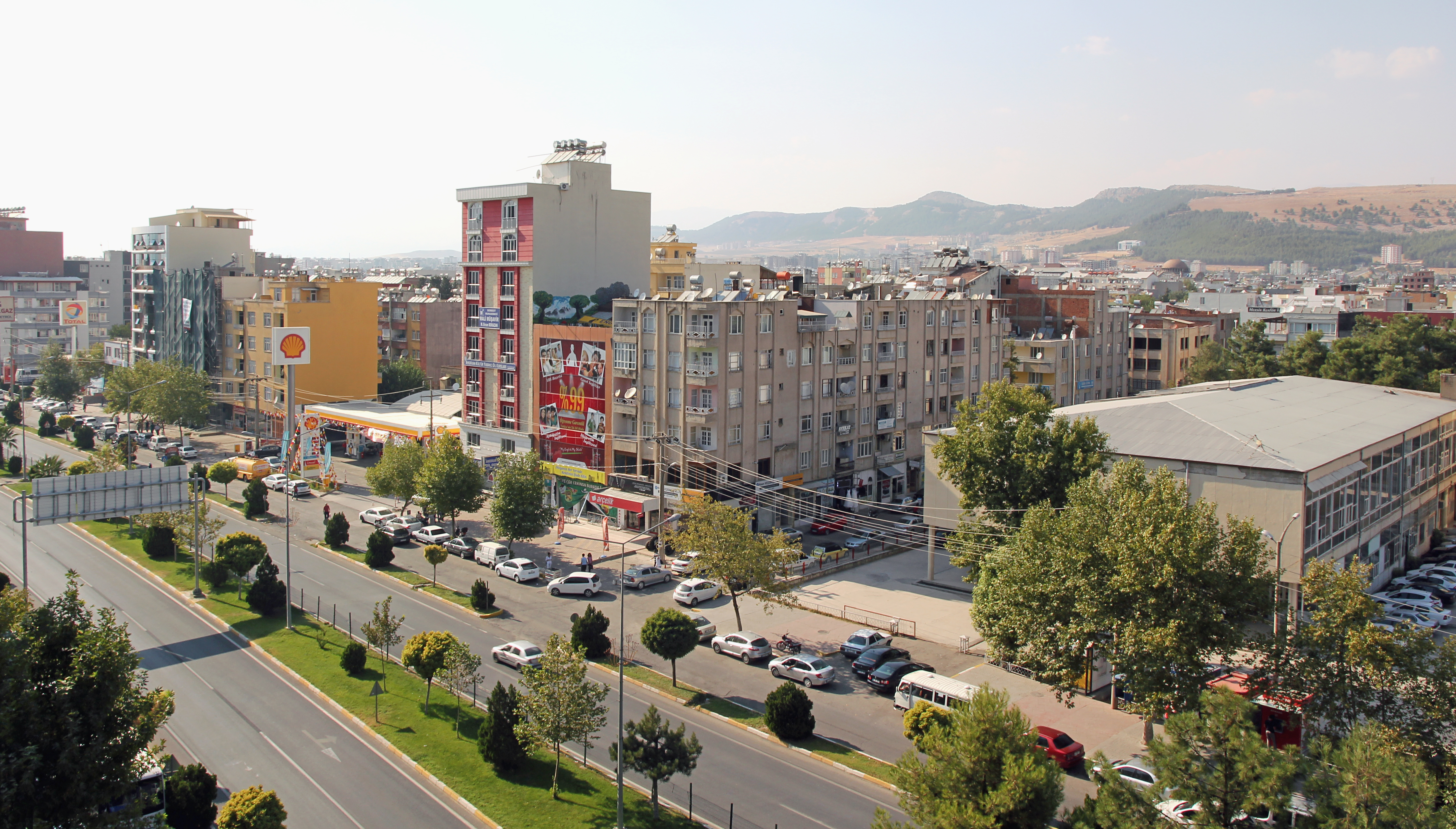
Die Straße Atatürk Bulvarı in Adıyaman vor dem Erdbeben (2014)

Die Straße führt von Türkoğlu, wo sie von der Straße D 825 nach Osten abzweigt, über Narlı, wo die D 835 gekreuzt wird, nach Pazarcık und weiter nach Nordosten in die Stadt Gölbaşı, wo sie auf die D 850 trifft, mit der sie über 18 km gemeinsam nach Osten verläuft. Nach Trennung von der D 850 führt sie, in Şambayat die D 875 nach Südosten abbiegen lassend, in die vom Erdbeben 2023 schwer getroffene Provinzhauptstadt Adıyaman und von dort nach Kâhta am Nordufer des Atatürk-Stausees, der den Euphrat aufstaut. Östlich der Stadt quert sie den Stausee auf der Nissibi-Brücke und in Siverek auf die D 885 (zugleich Europastraße 99, deren Nummer sie ab hier übernimmt). Von dort setzt sie sich nach Osten nach Diyarbakır fort, kreuzt dort die D 950 und trifft auf die D 885, und führt gemeinsam mit der D 950 über 26 km nach Nordosten. Nach der Trennung von dieser Straße führt sie über knapp 50 km nach Silvan weiter, quert dann den Fluss Batman Çayı unmittelbar südlich des Stausees Batman Barajı (Abzweig der D 955, die dem Fluss nach Süden folgt) und setzt sich weiter nach Osten fort. Sie führt an Kozluk vorbei und endet an der Einmündung in die D 965 in Ziyaret.